# Audi Rosemeyer
De Audi Rosemeyer is een conceptauto van de Duitse autoproducent Audi die in 2000 op diverse autoshows in Europa te zien was. De Rosemeyer is een studiemodel van een sportauto waarvan het nooit de bedoeling is geweest hem in productie te brengen. De auto vertoont opvallend veel gelijkenissen met de Bugatti Veyron EB16.4 en heeft eenzelfde soort motor.

## Kenmerken
De auto is ontworpen om emoties op te roepen en is uniek in de zin dat hij stijlelementen van modern design combineert met de styling die sterk lijkt op die van de voormalige Auto Union "Silver Arrows" Grand Prix racers. De auto is vernoemd naar Bernd Rosemeyer, destijds coureur van de Silver Arrows en heeft eveneens zestien cilinders.
De Rosemeyer is voorzien van een opvallend grote motor, een 8,0-liter W16-middenmotor die een vermogen van 700 pk levert en voorzien is van 5 kleppen per cilinder. De auto heeft quattro vierwielaandrijving en een handgeschakelde zesversnellingsbak. Dit stelde de auto in staat om een topsnelheid van 350 km/u te halen. Door de extreem hoge productiekosten en de concurrentie binnen het concern met dochtermerk Lamborghini is het echter nooit tot een productiemodel gekomen. Audi bracht later echter nog wel de Audi R8 sportwagen op de markt hoewel deze lager is gepositioneerd.